# جاكوب إلياس فريند
جاكوب إلياس فريند هو محامي وشخصية أعمال وسياسي أمريكي، ولد في 6 ديسمبر 1857، وتوفي في 20 أبريل 1912. نشط حزبياً في الحزب الجمهوري. وقد انتخب عضو جمعية ولاية ويسكونسن ‏.